# Wichita Falls and Southern Railroad
Le Wichita Falls and Southern Railroad (WF&S) était un chemin de fer américain de classe I en activité dans le nord du Texas de 1921 à 1954. Il fut créé en 1920 par plusieurs investisseurs dont principalement Frank Kell et son beau-frère, Joseph A. Kemp, tous deux de Wichita Falls, Texas,, et également principaux actionnaires du Wichita Falls and Northwestern Railway.

## Histoire
La compagnie commença par construire une extension de 61 km à partir du Wichita Falls and Southern Railway de Newcastle à Jimkurn, ville fantôme dans le nord du comté de Stephens. 
Le Wichita Falls and Southern Railroad devint opérationnel le 21 juin 1921 et commença à louer le Wichita Falls and Southern Railway. En 1921, le défunt Wichita Falls, Ranger and Fort Worth Railroad, qui reliait Wichita Falls à Ranger, comté d'Eastland et Fort Worth, comté de Tarrant, fut rouvert jusqu'à Jimkurn. Les 3 lignes combinées s’étendaient de Wichita Falls à Dublin localisé dans le comté d'Erath au centre du Texas.
En août 1927, le Wichita Falls and Southern Railroad fit l'acquisition du Wichita Falls and Southern Railway et du Wichita Falls, Ranger and Fort Worth Railroad, ces deux derniers étaient jusqu'alors loués par le premier. La compagnie acquit ensuite les droits de passage sur les voies du Wichita Falls and Oklahoma Railroad entre Wichita Falls et Waurika, comté de Jefferson dans le sud de l'Oklahoma. La totalité de la ligne s'étendait de Dublin à Waurika. Après la mort de Kemp en 1930, Kell devint le président de la compagnie, assisté de son fils, Joseph Archibald Kell (1895-1939), et Joe J. Perkins comme vice-président; le quartier général de la compagnie étant situé à Wichita Falls.
En 1929, la compagnie détenait 11 locomotives, 5 voitures voyageurs, 147 wagons de marchandises, et 15 wagons de sociétés. Elle fut rangée au sein des compagnies de classe II par la Texas Railroad Commission, laquelle ne règlementait plus désormais les chemins de fer mais s'occupait des industries énergétiques de l’État. Les revenus en 1929 dépassaient 1 million de dollars, principalement grâce au fret.
Le 31 décembre 1940, le Wichita Falls and Southern Railroad fusionna les compagnies qu'il louait. À son apogée la compagnie avait environ 400 employés. Cependant la mort de Joe Kell en 1939 et celle de Frank Kell en 1941, ainsi que des grèves, des inondations et des revendications salariales, finirent en 1948 par amoindrir la situation financière de la compagnie. En 1952, sous la direction de Orville Bullington, un des gendres de Kell, la compagnie dont les revenus s'élevaient à 530 000 dollars se sépara de toutes les actions qu'elle détenait dans d'autres sociétés. En 1954, le WF&S fut abandonné.
Pendant ce temps, quelque 64 km du Wichita Falls and Southern Railroad entre Graham, comté de Young et un endroit au sud de Breckenridge, comté de Stephens furent acquis et exploités par le Chicago, Rock Island and Pacific Railroad (alias Rock Island) jusqu'en 1969, puis la ligne fut dissoute.
Le Wichita Falls Railway, créé par Kemp en 1895, reliait Wichita Falls à Henrietta sur une distance de 29 km. Cette ligne fut achetée en 1911 par le Missouri-Kansas-Texas Railroad (Katy) et fut définitivement abandonnée en 1970 par suite de revenus insuffisants.